# Carlos Alberto Juárez
Carlos Alberto el "Cuqui" Juárez (Lanús, provincia de Buenos Aires, 24 de abril de 1972) es un exfutbolista argentino nacionalizado ecuatoriano. Jugaba de delantero y su último club fue el Emelec de Ecuador.
Actualmente vive en Ecuador y conduce un programa en redes sociales que se llama Leyenda.

## Trayectoria
El "Cuqui" Juárez se inició en las divisiones menores de Lanús. Debutó profesionalmente en Montevideo Wanderers de Uruguay en primera división en 1994 y luego regresó a Lanús.
En 1995 fue fichado por el Santos Laguna de México. En 1996 llegó al Emelec de Ecuador, donde pasó los mejores años de su carrera, siendo ídolo haciendo muchos goles y asistencias. En 1998 con Emelec fue goleador de la Copa Merconorte. Su eficiencia como goleador y poderío ofensivo hicieron que en 1999 se nacionalice ecuatoriano y fue convocado a la selección ecuatoriana de Fútbol, aunque en la Tricolor no tuvo muchas apariciones.
En el 2000 pasó por el Sporting Cristal de Perú para jugar el torneo Apertura anotando 12 goles y dejando buenas actuaciones, a mediados del mismo año retornó a Emelec de Guayaquil, en el 2001 fue goleador del campeonato ecuatoriano con 17 goles y campeón nacional, anotando el gol del título. En el 2002 repite el campeonato con Emelec, consiguiendo el segundo bicampeonato en la historia del equipo.
En el 2003 jugó en Nacional de Uruguay y Emelec. El 2004 tuvo su paso por Europa, fue fichado por el Real Murcia de la primera división de España, donde no le dieron muchas oportunidades. Retornó a Ecuador, a LDU de Quito, equipo en el cual no estuvo mucho tiempo.
En el 2005 pasa al Deportivo Quito donde anotó 12 goles en ese año hubo torneo apertura y clausura, al año siguiente vuelve al Nacional de Uruguay, donde sale campeón. En el 2007 retorna otra vez a Emelec, donde se consagra goleador histórico del club. Tras salir del club ecuatoriano a finales del 2007, a mediados del 2008 volvió nuevamente. Actualmente se encuentra retirado del fútbol y radicado en Argentina.
Es el 9.º máximo goleador en la historia de la Serie A de Ecuador con 126 goles.

## Emelec
Sin lugar a dudas forma parte de la historia del Club Sport Emelec siendo un ícono en la historia del equipo por sus goles y asistencias.
Fue goleador de la Copa Merconorte 1998 y del campeonato ecuatoriano 2001. Campeón de Ecuador 2001 y 2002.
Es el máximo goleador en la historia de Emelec con 145 goles en partidos oficiales.
Goles de Juárez en Emelec:
Campeonato ecuatoriano 1996: 24 goles.
Copa Conmebol 1996: 2
Campeonato ecuatoriano 1997: 16
Copa Libertadores 1997: 1
Campeonato ecuatoriano 1998: 12
Copa Merconorte 1998: 4 (goleador)
Campeonato ecuatoriano 1999: 12
Copa Libertadores 1999: 4
Campeonato ecuatoriano 2000: 11
Copa Merconorte 2000: 2
Campeonato ecuatoriano 2001: 17 (goleador)
Copa Libertadores 2001: 4
Campeonato ecuatoriano 2002: 17
Copa Libertadores 2002: 2
Campeonato ecuatoriano 2003: 11
Campeonato ecuatoriano 2007: 6
Totales:
Serie A de Ecuador: 126
Copa Libertadores: 11
Copa Merconorte: 6
Copa Conmebol: 2
TOTAL: 145 goles de Carlos Alberto Juárez en Emelec.

## Participaciones con la Selección
En 1999 formando parte de Emelec se nacionaliza ecuatoriano, en el acto de su nacionalización estuvo el entonces presidente de Ecuador, Jamil Mahuad, quien manifestó "El país valora su voluntad de ser un ecuatoriano más y su ejemplo de deportista disciplinado y capaz de alentar a niños y jóvenes a seguir sus pasos".
Lamentablemente en la selección de Ecuador no tuvo muchas oportunidades pese a ser un histórico delantero en el fútbol ecuatoriano. No se le dio la oportunidad de formar parte de la plantilla en la Copa América 1999, posteriormente en el año 2000 jugó solo 4 partidos, todos ellos válidos por las Eliminatorias Sudamericanas rumbo al Mundial Corea del Sur - Japón 2002.
Su debut fue el 3 de junio de 2000 ante la selección de Paraguay, el equipo local fue superior y ganó 3×1, aquel partido Juárez jugó los 90 minutos y una ocasión mandó el balón al fondo de las redes pero su anotación fue anulada.
El 25 de junio de 2000, Ecuador recibió a selección de Colombia, el partido terminó empatado sin goles, avanzado el partido Juárez entró al cambio por Eduardo Hurtado.
Su siguiente participación con la selección fue el 16 de agosto de 2000, en la victoria de Ecuador 2×0 contra la selección de Bolivia, nuevamente entró al cambio, esta vez por Ariel Graziani.
Por último el 3 de septiembre del mismo año, fue titular en la derrota 4×0 de visita ante la selección de Uruguay.
Las dos veces que Juárez jugó como titular fue en partidos de visitantes muy complicados en los que salió derrotada la selección de Ecuador, nunca se lo utilizó de titular en un partido como locales. No se le dio oportunidad de ganarse un puesto en la selección de Ecuador.
Pese a eso, forma parte de la historia de la selección ecuatoriana, por ser uno de los futbolistas que jugaron las históricas eliminatorias en las que Ecuador consiguió por primera vez clasificar a un Mundial. Aunque no fue tomado en cuenta para el Mundial Corea del Sur - Japón 2002 pese a que fue el máximo goleador del Campeonato Ecuatoriano de Fútbol 2001.

### Participaciones en Eliminatorias Mundialistas
| Año  | Partidos | Eliminatorias rumbo al Mundial        | Resultado |                                               |
| ---- | -------- | ------------------------------------- | --------- | --------------------------------------------- |
| 2000 | 4        | Copa Mundial Corea del Sur-Japón 2002 | 2.º Lugar | Primera clasificación de Ecuador a un Mundial |

## Clubes
| Club                 | País      | Año       |
| -------------------- | --------- | --------- |
| Lanús                | Argentina | 1993      |
| Montevideo Wanderers | Uruguay   | 1994      |
| Lanús                | Argentina | 1995      |
| Santos Laguna        | México    | 1995      |
| Emelec               | Ecuador   | 1996-1999 |
| Sporting Cristal     | Perú      | 2000      |
| Emelec               | Ecuador   | 2000-2002 |
| Nacional             | Uruguay   | 2003      |
| Emelec               | Ecuador   | 2003      |
| Real Murcia          | España    | 2004      |
| LDU de Quito         | Ecuador   | 2004      |
| Deportivo Quito      | Ecuador   | 2005      |
| Nacional             | Uruguay   | 2006-2007 |
| Emelec               | Ecuador   | 2007-2008 |

## Palmarés

### Campeonatos
| Título             | Club   | País    | Año  |
| ------------------ | ------ | ------- | ---- |
| Serie A de Ecuador | Emelec | Ecuador | 2001 |
| Serie A de Ecuador | Emelec | Ecuador | 2002 |

### Distinciones individuales anuales
| Distinción                        | Club   | Año  |
| --------------------------------- | ------ | ---- |
| Goleador de la Copa Merconorte    | Emelec | 1998 |
| Goleador de la Serie A de Ecuador | Emelec | 2001 |

### Distinciones individuales históricas
| Distinción                                                       | Club   | Goles |
| ---------------------------------------------------------------- | ------ | ----- |
| Máximo goleador en la historia del club en la Serie A de Ecuador | Emelec | 126   |
| Máximo goleador en la historia del club                          | Emelec | 145   |